# Martin-pêcheur des Bismarck
Ceyx websteri
Espèce
Statut de conservation UICN

 VU A2c+3c+4c;C1+2a(i) : Vulnérable
Synonymes
- Alcedo websteri

Le Martin-pêcheur des Bismarck (Ceyx websteri) est une espèce d'oiseau de la famille des Alcedinidae.

## Distribution
Cet oiseau est endémique de l'archipel Bismarck. Elle se rencontre sur les îles de Nouvelle-Bretagne, Nouvelle-Irlande, Umboi, Nouvelle-Hanovre et Lihir.